# Most čez reko Hàn
Most čez reko Hàn (vietnamsko Cầu Sông Hàn) je most s poševnimi zategami in vrtljivi most v Đà Nẵngu v Vietnamu. Đà Nẵng leži na zahodni strani reke Hàn, plaže pa so na vzhodu.
Sredi noči je promet za prečkanje mostu Song Han ustavljen in se obrne na svoji osi, da omogoči ladijski promet po reki. Most je ponoči močno osvetljen.

## Zgodovina
Most Song Han so zgradili prebivalci Đà Nẵnga. To je prvi tak most, zgrajen v Vietnamu in je pomemben del mestne krajine Đà Nẵnga.

## Primer podkupovanja in korupcije
Kmalu po tem, ko je bil most dokončan, je bil izvajalec Pham Minh Thong aretiran. Obtožen je bil in zaprt zaradi kraje denarja iz projekta in podkupovanja, vendar ljudje, ki so jemali podkupnine, niso bili nikoli razkriti.
Po poročanju Radia Free Asia je ljudsko tožilstvo mesta Đà Nẵng v dokumentu št. 73/KSDT-KT (oktober 2000) in dokumentu št. 77/KSDT/KT (novembra 2000), poslano vrhovnemu ljudskemu tožilstvu Vietnama in Phan Dienu (takratnemu sekretarju komiteja komunistične partije v Đà Nẵngu), da je Nguyen Ba Thanh prejel podkupnine od Pham Minh Thonga (skupaj 4,4 milijarde VND) v gradbeni projekti mostu na reki Han in ulice sever-jug v Danangu. Vendar je bil primer na koncu opuščen. Vietnamski množični mediji (ki so po navedbah Human Rights Watch in Novinarjev brez meja (Reporters sans frontières) vse pod strogim nadzorom vlade ) so bili cenzurirani in celo Thanh zaradi njegovih "številnih prispevkov" pri razvoju mesta Đà Nẵng.